# Anadiplose
Ne doit pas être confondu avec Épanadiplose.
L'anadiplose (substantif féminin) (du grec ancien ἀνά/aná, « de nouveau », et διπλόος/diplóos, « double ») est une figure de style consistant en la reprise du dernier mot d'une proposition à l'initiale de la proposition qui suit, afin de marquer la liaison entre les deux. La répétition du mot forme un enchaînement qui permet d'accentuer l'idée ou le mot ; proche de la concaténation et de l'épanadiplose. L'anadiplose peut se schématiser comme suit :

## Exemples
- « Il est bête. Bête il restera. »
- « Il n'avait rien à faire jusqu'à quatre heures. À quatre heures, il devait retrouver, rue de Constantinople, Mme de Marelle » (Guy de Maupassant, Bel-Ami, 2e partie, chap. V).
- « Ô ce verre sur mes désirs ! Mes désirs à travers mon âme ! » (Maurice Maeterlinck, Verre ardent in Serres chaudes).
- « [...] - Et Cérès, que fit-elle ? / - Ce qu'elle fit ? Un prompt courroux / L'anima d'abord contre vous. » (Jean de La Fontaine, Le pouvoir des fables).
- « Je vis ce beau Lyon, Lyon que tant je prise. » (Joachim du Bellay, "Les Regrets", sonnet 137).
- « Le néant a produit le vide, le vide a produit le creux, le creux a produit le souffle, le souffle a produit le soufflet et le soufflet a produit le soufflé. » (Paul Claudel dans Le Soulier de satin, quatrième journée scène II).
- « La peur mène à la colère, la colère mène à la haine, la haine... mène à la souffrance. » (Yoda, dans Star Wars, épisode I : La Menace fantôme).
- « Pas de pierre, pas de construction ; pas de construction, pas de palais ; pas de palais... pas de palais. » (Amonbofis, dans Astérix & Obélix : Mission Cléopâtre).
- « La grandeur inspire l'envie, l'envie engendre le dépit, le dépit répand le mensonge. » (Lord Voldemort dans Harry Potter et le Prince de sang-mêlé).
- « L'absence, c'est Dieu. Dieu, c'est la solitude des hommes. » (Jean-Paul Sartre dans Le Diable et le Bon Dieu, acte 2).
- « Et leur chanson se mêle au clair de lune, au calme clair de lune triste et beau », (Paul Verlaine dans son poème Clair de lune).
- « D'abord, c'est curiosité Qui conduit l'homme à la beauté ; Beauté mène à l'amour, l'amour à l'espérance » (Charles-François Pannard, Anthologie de la poésie française du XVIIIe au XXe siècle, La Pléiade, Gallimard).
- « Sa robe était de tulle avec des roses pâles, Et rose pâle était sa lèvre, et ses yeux froids, Froids et bleus comme l'eau qui rêve au fond des bois. » (Albert Samain, Au jardin de l'Infante, Keepsake).
- « Connaissez mieux le prix des larmes ; … Elles soulagent le malheur. Le malheur et l'amour, souvent c'est même chose » (Jean-François de La Harpe, À un amant qui pleurait beaucoup).
- « Que dis-je ?... hélas ! hélas ! Tout cela, c'est un rêve, un rêve à jamais effacé !... » (Gérard de Nerval, En Avant Marche ! dans Anthologie de la poésie française du Modèle:Sp-XVIII).
- « Le fondement lui échappait [...] pour avoir mangé trop de gaudebillaux. Les gaudebillaux sont de grasses tripes de coiraux. Les coiraux sont des bœufs engraissés à la crèche et dans des prés guimaux. Les prés guimaux, ce sont ceux qui donnent de l'herbe deux fois par an. » (François Rabelais, Gargantua, chapitre 4).
- « Serré dans son manteau magnifique et soyeux, Je m'y perds en noyant mes regards dans ses yeux, ses yeux indifférents, langoureux et mystiques. » (Marcel Proust, Poésie (inédite) (critique de Marcel avant Proust — Le Mensuel retrouvé, dans Télérama n° 3278 du 10 au 16 novembre 2012)).
- « Fausse diversion, un jour tu pètes les plombs. Les plombs, certains chanceux en ont dans la cervelle. D'autres se les envoient pour une poignée de biftons, guerre fraternelle. » (Shurik'n du groupe IAM, Demain, c'est loin).
- « L'homme est en ce monde ainsi que l'oiseau sur la branche ; la branche est attachée à l'arbre ; qui s'attache à l'arbre, suit de bons préceptes ; les bons préceptes valent mieux que les belles paroles ; les belles paroles se trouvent à la cour ; à la cour sont les courtisans ; les courtisans suivent la mode ; la mode vient de la fantaisie ; la fantaisie est une faculté de l'âme ; l'âme est ce qui nous donne la vie ; la vie finit par la mort ; la mort nous fait penser au Ciel ; le ciel est au-dessus de la terre ; la terre n'est point la mer ; la mer est sujette aux orages ; les orages tourmentent les vaisseaux ; les vaisseaux ont besoin d'un bon pilote ; un bon pilote a de la prudence ; la prudence n'est point dans les jeunes gens ; les jeunes gens doivent obéissance aux vieux ; les vieux aiment les richesses ; les richesses font les riches ; les riches ne sont pas pauvres ; les pauvres ont de la nécessité ; nécessité n'a point de loi ; qui n'a point de loi vit en bête brute ; et, par conséquent, vous serez damné à tous les diables. » (Molière, Dom Juan, acte V scène 2, fin de la tirade de Sganarelle).
- « Tuer une femme, une femme sans défense ! » (Victor Hugo, Lucrèce Borgia, acte III, scène 3).
- « On songea à faire l'addition. L'addition était consternante » (Albert Camus, La Peste).
- « Saxophone, phonographe, graff de fou, foules de gens » (Odezenne, Saxophone).
- « Je me fous, fous de vous, vous m'aimez, mais pas moi, moi je voulais ... » (extrait de la chanson Confidence pour confidence de Jean Schultheis).
- « Ma seule ambition a été de voir. Voir, n’est-ce pas savoir ? » (Honoré de Balzac, « Le Talisman », La Peau de chagrin)

## Définition

### Définition linguistique
L'anadiplose opère une transformation sémantique par répétition à l'identique d'un mot (étymologiquement c'est un redoublement). Elle est très proche de la concaténation. Étymologiquement, elle se fonde sur un redoublement ; elle peut se représenter par le schéma : ____A / A____ comme dans « Mourir pour des idées, l'idée est excellente… » (Georges Brassens) ; elle est donc une sorte de symétrie en miroir des mots répétés, qui se démarquent par une ponctuation spécifique. Elle est synonyme de la figure appelée redoublement qui est la répétition de mots mais dans le cadre d'une seule phrase.
Une anadiplose se fondant non plus sur des mots mais des syllabes est une dorica castra. On parle d'anadiplose de liaison lorsque dans un raisonnement elle a pour fonction d'introduire la suite du développement.

### Définition stylistique
L'anadiplose marque souvent, à l'écrit, un procédé d'oralisation (« Et lui, que dit-il? - Ce qu'il dit? Il s'emportera... »), mais elle est très employée en argumentation pour lier des arguments et soutenir un raisonnement efficace et rigoureux. L'anadiplose aboutit ainsi à un effet de clôture du discours, qui ne semble pas permettre de critique. La solennité est un effet visé par cette figure. Elle permet globalement : de fixer l'attention sur les mots importants, de mieux mémoriser certains termes et enfin de relier logiquement deux propositions pour développer un argument.

### Genres concernés
L'anadiplose se retrouve dans tous les genres littéraires, principalement ceux à dialogues. La poésie y a recours également.
Les chansons utilisent majoritairement l'anadiplose afin de lier les vers entre eux ; la pédagogie utilise l'anadiplose en chanson pour cerner l'enchaînement des idées dans un texte. Les cadavres exquis fonctionnent sur le principe de l'anadiplose. L’anadiplose est l’élément constitutif des chansons en laisse.

## Historique de la notion
Antoine Fouquelin dans La Rhetorique Françoise (1555) présente une étude de l'anadiplose.

### Figures proches
- Figure « mère » : répétition
- Figures « filles » :  anadiplose de liaison, dorica castra
- Paronymes : enchaînement, épanadiplose
- Synonymes : concaténation, redoublement